# Puente Álamo
El puente Álamo o más conocido como Oriente se localiza sobre la avenida Solidaridad Iberoamericana (carretera a Chapala) a su cruce con la Calzada Lázaro Cárdenas en el municipio de Tlaquepaque, Jalisco dentro de la Zona Metropolitana de Guadalajara. El puente Álamo es una estructura funcional y vanguardista de 1.3 kilómetros. Cuenta con dos carriles de sentido sur-norponiente (vuelta a la izquierda) el cual une la carretera a Chapala con la Calzada Lázaro Cárdenas. Su principal obra complementaria son un ingreso y salida del Fraccionamiento Residencial Revolución por medio de dos túneles: ingreso de Dr. R. Michel hacia el aeropuerto y salida para ir al sur rumbo a Chapala.
El puente fue inaugurado 26 de enero de 2011 y entró en operación el 27 de enero de 2011.

## El Viaducto Lázaro Cárdenas-Vallarta
El viaducto cruza los 4 municipios centrales de la Zona Metropolitana de Guadalajara, comienza a la altura de la Autopista a Zapotlanejo y termina en la Carretera libre a Nogales, habiendo en el 25 pasos a desnivel y elevados. Los cuales se localizan (oriente-poniente) en la avenida Tonaltecas, avenida Patria Oriente, Nodo Revolución, avenida Rio Seco, carretera Chapala, Puente Álamo, calle Fuelle, avenida 18 de Marzo, parque Liberación, avenida Gobernador Curiel, avenida 8 de Julio, avenida Colón, avenida Cruz del Sur, Mercado de Abastos, Arcos del Milenio, Puente Matute Remus, paseo San Ignacio, Nodo Vial los Cubos, avenida Patria, avenida Rafael Sanzio, Santa María del Pueblito, avenida Central, Periférico Poniente, avenida Aviación, Retorno en Kenworth.

## Problemática de la zona
El cruce de la carretera a Chapala con la calle Plan de Ayala (justamente en el único semáforo de la carretera) es de los puntos viales más conflictivos de la ciudad registrando múltiples choques a lo largo del año, un congestionamiento vial pesado en horas picos y una alta concentración de contaminación en el aire. Por lo que ya por varios años los vecinos lucharon por darle una solución a este problema.